# Borassodendron machadonis
Borassodendron machadonis (Ridl.) Becc. è una pianta della famiglia delle Arecacee, diffusa nel sud-est asiatico.

## Distribuzione e habitat
La specie è presente nella parte settentrionale della penisola malese e nella Thailandia meridionale.
Cresce nelle foreste pluviali di bassa quota, fino a 500 m di altitudine.

## Conservazione
La Lista rossa IUCN classifica Borassodendron machadonis come specie vulnerabile.